# Härnö revir
Härnö revir var ett skogsförvaltningsområde inom Härnösands överjägmästardistrikt och Västernorrlands län, som omfattade Häggdångers, Säbrå, Stigsjö, Hemsö, Högsjö, Gudmundrå, Ytterlännäs, Dals socken, Torsåkers, Bjärtrå, Skogs, norra Graninge, Viksjö, Ljustorps, Hässjö, Tynderö, Indals och Holms socknar samt Indals-Lidens socken med undantag av Boda kronopark. Reviret, som var indelat i fem bevakningstrakter, omfattade 18 727 hektar (1920) allmänna skogar, varav fyra kronoparker med en areal av 12 890 hektar.